# محمد غيلافوغي
محمد غيلافوغي (بالفرنسية: Mohamed Guilavogui)‏ هو لاعب كرة قدم فرنسي في مركز الهجوم، ولد في 14 نوفمبر 1996 في باماكو في مالي. لعب مع نادي كليرمون فوت.

## وصلات خارجية
- محمد غيلافوغي على موقع قاعدة بيانات كرة القدم.إي يو (الإنجليزية)
- محمد غيلافوغي على موقع Soccerway.com (الإنجليزية)